# Nicholas Spykman
Nicholas J. Spykman est un journaliste et universitaire américain né le 13 octobre 1893 à Amsterdam et mort le 26 juin 1943 à New Haven. Il est considéré comme l'un des pères de la géopolitique aux États-Unis.
Il a écrit deux livres de politique étrangère. Le premier, America's Strategy in World Politics, a été publié en 1942, peu après que les États-Unis sont entrés dans la Seconde Guerre mondiale. Il analyse les différentes politiques d'un point de vue géopolitique et met en garde les États-Unis contre la conquête allemande de l'Europe et l'expansion japonaise en Asie. Le second livre, The Geography of the Peace, a été publié en 1944, une année après sa mort. Il illustre sa vision géostratégique en axant son analyse sur la sécurité américaine, qui, selon lui, passe par un certain équilibre du pouvoir en Eurasie.

## Approche géopolitique

### Contexte
La publication de ses travaux se produit dans un contexte particulier : celui de l'intérêt récent des universitaires américains pour la géopolitique après l'attaque de Pearl Harbor. Cela pendant que les géographes français critiquent une conception de la géopolitique, présentée comme une justification des conquêtes de l'Allemagne nazie, géopolitique qu'ils refusent de développer. La publication de la Geopolitik de Karl Haushofer et de Halford John Mackinder finiront par mener des universitaires américains comme Hans Weigert, Owen Lattimore, Derwent Whittlesey et Spykman à développer leur propre approche de la géopolitique, centrée sur les États-Unis.
Spykman est le disciple critique d'Alfred Mahan et de Mackinder. Son idée maîtresse est de garantir la sécurité géopolitique d'une nation en assurant sa suprématie géographique. En cela, il complète la théorie du Heartland de Mackinder : la Terre est composée d'un coeur (Heartland) et d'un anneau de terre qui l'entoure qu'il appelle Rimland). Tout en conservant les catégories spatiales de Mackinder, il renverse cependant lecture et interprétation, assurant que le pays qui possède le Rimland peut contrôler le Heartland, et donc le monde.

### Pensée générale
Il ne croit pas à une paix durable à l'échelle mondiale.
En effet, la multitude de codes de valeurs selon les différents pays rend l'idée de stabilité illusoire, ce qui empêche de réduire cette stabilité autour d’un code commun pour tous.
Bien qu’une telle idée permettrait de résoudre les problèmes liés à la sécurité de chaque pays, Spykman estime qu'il est impossible de créer une communauté mondiale réunie autour d’un même code de valeurs. C’est pourquoi il affirme que la paix ne peut s'obtenir qu'à travers l'application par un pays d'une politique étrangère suffisamment efficace, d'un point de vue sécuritaire, pour minimiser les risques d'agression par d'autres pays.
Dans ses œuvres et ses articles, il analyse les différentes stratégies géopolitiques et les points importants à prendre en considération pour saisir les rapports de pouvoir entre les divers pays du monde. Dans le contexte de la Seconde Guerre mondiale, son approche est très souvent fondée sur les aspects sécuritaires des pays, qui doivent se prémunir contre d'éventuels envahisseurs.
Il consacre une grande partie de ses analyses au cas des États-Unis, qui, selon lui, dépendent fortement du contrôle de ce qu'il appelle le "Rimland" de l'Europe et de l'Asie.
En effet, la sécurité d'un État dépasse ses frontières et dépend du lieu géographique et des ressources rattachées à ce même lieu : "La sécurité doit, ainsi, être comprise en termes d'intégrité de la gestion de l'espace. De plus, les caractéristiques physiques du territoire influenceront directement la manière dont la sécurité est maintenue puisque le pouvoir est déterminé en grande partie par la géographie et les ressources naturelles".
La sécurité est avant tout fondée sur la force défensive du pays, qui doit maintenir ses forces armées pendant les périodes de paix s’il veut pouvoir être militairement efficace pendant les périodes de guerre.
Spykman illustre ceci en prenant l’exemple de la topographie qui affecte, selon lui, la force, l'unité et la cohérence internes d’un État.
En outre, le climat est un facteur qui influence directement les transports de marchandises, limite les productions agricoles et donc la structure économique et influence indirectement les politiques étrangères.
C'est pourquoi il considère le problème sécuritaire et l'établissement d'une politique étrangère d'un pays efficace selon des critères géographiques.
Il nuance cependant ses propos en affirmant que bien que les contraintes géographiques d’un lieu ne change pas, le pouvoir central peut insuffler une certaine dynamique de manière à diminuer ces contraintes particulièrement à cause de l'innovation technologique.

### Une géopolitique pour un État puissant
Dans sa géopolitique, il accorde une importance particulière à la politique étrangère, qui est le résultat de l'analyse de plusieurs facteurs géographique qui aideront à l'établissement de programmes qui doivent répondre aux besoins de l'État.
Ainsi, l'État doit prendre en compte certains critères essentiels pour pouvoir s’affirmer sur la scène internationale ou au moins se prémunir contre des ennemis potentiels si elle souhaite jouer un rôle dans "la balance des pouvoirs".

#### Taille du pays et pouvoir central
Tout d’abord, la taille d’un État peut être considérée comme une faiblesse ou une force. Il explique que cette force peut devenir une faiblesse et dépendra d'un "développement technique, social, moral et idéologique, de la dynamique des forces au sein de l'État, sur la constellation politique du passé, et sur la personnalité d'individus".
Les politiques de planification régionale influencent et procèdent également d'une campagne militaire ou d'une invasion ennemie.
Ainsi, un État fort se doit de posséder un contrôle centralisé et efficace capable de contrôler sa périphérie. Ce contrôle dépendant des systèmes de communications mis en place, qui influencent les relations entre le centre et la périphérie.
Si ces critères sont remplis, l'État pourrait donc projeter sa puissance à l'extérieur de ses frontières.

#### Importance de la localisation
Un élément plus important encore, selon Spykman, qui influencera considérablement la politique étrangère, est la localisation de l'État. Celui-ci sera mis en relation avec un système de référence géographique, puis historique.
Spykman définit trois différents types de pays et de localisation et les conséquences qui découlent de ceux-ci d’un point de vue sécuritaire :
- Les pays enclavés, qui ne sont donc délimités que par des frontières terrestres. Ces États doivent faire face principalement à leurs voisins directs[15].
- Les « Îles-États », ou Island States, aux frontières exclusivement côtières et dont les tensions se produisent par rapport aux autres puissances maritimes[15].
- Les États munis de frontières terrestres et maritimes, qui doivent veiller à étendre leurs frontières sur la mer et sur la terre, tout en se méfiant du pouvoir potentiel de leurs voisins directs ou proches[15].

### HeartlandetRimland

#### Une géopolitique basée sur la théorie duHeartland
Spykman reprend la théorie du Heartland de Mackinder selon lequel le monde peut être partagé en trois espaces :
- le Heartland, une zone qui comprend l'Europe de l'Est et la Russie et est considérée comme le centre du monde ;
- le Rimland (ou « Croissant intérieur »), une région qui est composée de l'Europe de l'Ouest, du Moyen-Orient, et de l'Extrême-Orient ;
- The Off-Shore Continents (le « Croissant extérieur ») ou reste du monde, qui est composé de l'Australie, des Amériques du Sud et du Nord et de l'Afrique.

#### LeHeartlandde Spykman
Bien que Spykman ait repris la théorie du Heartland de Mackinder, l'auteur de Geography of The Peace estime que son prédécesseur a surestimé l'importance de celui-ci et a omis de prendre en considération les facteurs de la mobilité et de la force économique agricole. Le Heartland ne bénéficierait pas de ces critères pour devenir un centre de communication, de mobilité et de pouvoir potentiel :
- Sans révolution technologique majeure dans l’agriculture, le climat contraindrait le centre de production agricole davantage vers l’ouest du pays et non au cœur du continent. Dès lors, le potentiel de développement de la Russie resterait limité[16] : "Nous devons éviter l'erreur d'identifier toutes les Russies, ou le heartland, comme une région à fort potentiel de développement agricole"[17].
- Le développement des routes, du rail et de l’aviation a certainement permis une meilleure capacité de déplacement de la périphérie vers le centre, mais les obstacles climatiques, la glace et les températures négatives et les frontières physiques, les montagnes et les cols sont un frein incontestable dans le mouvement des flux, et donc de l'application du pouvoir central sur sa périphérie[16].

Spykman illustre son approche modifiant la citation de Mackinder qui a déclaré, dans Democratic Ideals and Reality: A Study in the Politics of Reconstruction (1919), que : « Qui contrôle l'Europe de l'Est contrôle le Heartland ; qui règne sur le Heartland règne sur le monde-île règne sur le monde »,. Cependant, Spykman écrit : « Qui contrôle le Rimland contrôle l'Eurasie ; qui règne sur l'Eurasie contrôle le destin du monde »,. L'équilibre du pouvoir et l’équilibre du monde se jouent sur ce bandeau de terre entourant le cœur du continent eurasiatique et ne doivent, en aucun cas, se faire dominer par une seule et unique puissance.
Le Heartland est donc moins important que le Rimland dès que ce dernier est contrôlé. Dans le contexte de la Seconde Guerre mondiale, le contrôle du littoral européen par les Américains et ses alliés est souhaitable, ce qui apporterait ainsi une certaine stabilité dans le monde,.

#### L'importance duRimland
Le Rimland de Nicholas Spykman correspond à l'Inner Crescent de Halford John Mackinder. Cette région est découpée en trois sections : les côtes européennes, le Moyen-Orient, l'Inde et l'Extrême-Orient. Selon Spykman, cette région joue un rôle déterminant, avec sa localisation entre le Heartland et les mers marginales du « croissant extérieur ». Il est considéré comme une zone tampon entourant le Heartland, et la maîtrise du Rimland permettrait donc de contrôler le Heartland et donc le monde. L'idée maîtresse de Spykman pendant la guerre était que les Alliés devaient bien contrôler le Rimland pour mieux contrer l’avancée des puissances de l'Axe, notamment nazie, dans le Heartland, encore tenue par l'URSS, alors alliée des États-Unis.
L'intérêt de contrôler le Rimland réside également dans les potentiels industriel et démographique, considérés par Spykman comme plus importants que celui du Heartland en offrant davantage de potentiel de pouvoir avec la localisation terrestre et maritime de la région.

## Critiques
La géopolitique, dans le monde académique, est fréquemment attaquée après la Seconde Guerre mondiale et connaîtra un déclin, qui subsistera jusqu'aux années 1970. Certains adversaires de la discipline estiment en effet que la géopolitique est un héritage politique, qui a mené aux deux guerres mondiales, à l'exemple du géographe américain Richard Hartshorne. Celui-ci qualifie en 1954 la géopolitique de « pseudo-science », de poison intellectuel dans la géographie, et il estime que la géopolitique est synonyme d’expansionnisme nazi. Ce rejet est également partagé par des chercheurs de nombreux pays comme la France et l'Union soviétique.
Plusieurs géopolitologues reprendront, après la Seconde Guerre mondiale, les travaux de Spykman dans une approche critique. Ainsi, Donald W. Meinig (en) et Saul B. Cohen (en) critiquent la typologie des régions proposées par Mackinder et Spykman, en inventant chacun une nouvelle. Cela remet en cause l'existence même d'un Heartland.
Heartland, situé en Eurasie pour Meinig et en étendant le Rimland à l'Afrique pour Cohen. Meinig ajoute dans son article Heartland and Rimland in Eurasia History (1956) que les publications de Spykman présentent plusieurs risques ou biais :
- Les analyses géopolitiques sont fondées sur un contexte historique particulier, celui de l'entre-deux-guerres, ce qui tend à rigidifier les concepts qui sont proposés. La conséquence serait alors de transformer les théories du Rimland de moins en moins applicables au monde contemporain au fur et à mesure que le temps passe.
- À l'époque de la rédaction de l'article, la popularité des termes Heartland et Rimland au sein des mondes journalistiques et académiques risque de vider ces termes de leur sens.
- Meinig cite enfin le risque que les termes Heartland et Rimland puissent être reprises et détournées par des propagandistes, à l'instar de la géopolitique allemande[29].

D'autres géographes critiquent le travail même de Spykman. Ainsi, Jean Gottmann estime que la géopolitique de Spykman est un recentrage des théories de Karl Haushofer sur les États-Unis et est donc inspirée par la même vision d'expansionnisme qui anime Mein Kampf. On lui reproche en particulier l'absence de morale, qui n'est considérée comme utile que si elle ne gêne pas la volonté de puissance de l'État.

## Influence sur la diplomatie américaine
Le président américain Franklin Roosevelt semble épouser les idées de Spykman, en particulier comme promoteur de la « Géographie de la Paix ». Une des manifestations du partage des idées de Spykman par le président est la présence de la République de Chine lors de la Conférence du Caire de 1943 : sa présence s'explique parce qu'elle est perçue comme une future puissance du Rimland d'après-guerre.
Des chercheurs considèrent Spykman comme une des sources principales de la politique de l’endiguement. Si celle-ci a été formulée par le diplomate George F. Kennan dans son article signé X, The Sources of Soviet Conduct, la politique de l'endiguement s'inspire de l'importance que porte Mackinder à la puissance du Heartland, qui est alors incarnée par l'Union soviétique, et des recommandations de Spykman sur les enjeux du contrôle du Rimland,,.

## Œuvres

### Ouvrages
- 1942 : America's Strategy in World Politics, the United States and the Balance of Power
- 1944 : The Geography of the Peace

### Articles
- 1938, "Geography and Foreign Policy, I", dans The American Political Science Review, Vol. 32, no. 1, p. 28-50
- 1938, "Geography and Foreign Policy, I", dans The American Political Science Review, Vol. 32, no. 2, p. 213-236
- 1939, (avec Abbie A. Rollins) "Geographic Objectives in Foreign Policy, I", dans The American Political Science Review, Vol. 33, No. 3, p. 391-410
- 1939, (avec Abbie A. Rollins) "Geographic Objectives in Foreign Policy, II", dans The American Political Science Review, Vol. 33, No. 4, p. 591-614
- 1942, "Frontiers, Security, and International Organization", dans Geographical Review, Vol. 32, No. 3, p. 436-447

### Citations originales
1. ↑  (en) « Who controls eastern Europe rules the Heartland ; who rules the Heartland rules the World Island ; and who rules the World Island rules the World »
2. ↑  (en) « Who controls the Rimland rules Eurasia ; who rules Eurasia controls the destinies of the world »